# Hořidla
Hořidla är ett berg i Tjeckien. Det ligger i den nordvästra delen av landet, 50 km norr om huvudstaden Prag. Toppen på Hořidla är 366 meter över havet, eller 105 meter över den omgivande terrängen. Bredden vid basen är 3,7 km.
Terrängen runt Hořidla är platt åt sydost, men åt nordväst är den kuperad.Runt Hořidla är det ganska tätbefolkat, med 104 invånare per kvadratkilometer. Närmaste större samhälle är Litoměřice, 9,7 km väster om Hořidla. Trakten runt Hořidla består till största delen av jordbruksmark.